# Aeroportul Akiak
Aeroportul Akiak (IATA: AKI, ICAO: PFAK, FAA LID: AKI) este un aeroport din Alaska, Statele Unite ale Americii ce deservește zona Akiak Native Community⁠(d). Aeroportul a fost tranzitat în 2019 de 6.174 de pasageri. A fost numit după zona deservită.
Situat la o altitudine de 9 m, aeroportul dispune de 1 pistă. Este operat de Alaska Department of Transportation & Public Facilities⁠(d).

## Infrastructură

### Piste
Aeroportul dispune de o singură pistă. Pista 3/21 are suprafața de pietriș și dimensiunile 3.200 picioare × 76 picioare. 